# ShopAlike
A ShopAlike.hu egy világszerte 19 országban, köztük Magyarországon is működő termék aggregátor. Üzemeltetője a berlini székhelyű Visual Meta GmbH. Fő célja, hogy a sok különböző, főként a divat, a szépségápolás és a lakberendezés kategóriájába eső termékeket egy helyre gyűjtse, így a felhasználó mindent egy helyen talál, valamint egyből össze is tudja hasonlítani a termékeket. Így könnyíti meg a döntéshozást és a vásárlást. A ShopAlike azonban nem foglalkozik sem kiskereskedelemmel, sem pedig forgalmazással, kizárólag egy önálló infrastruktúrát biztosít a különböző webshopok termékkínálatának eléréséhez.

## A történet
A weboldalt működtető Visual Meta Gmbh-t 2008 decemberében Johannes Schaback és Robert Maier a német fővárosban, Berlinben alapította. IT-szakemberként Johannes Schaback felelős a technikai infrastruktúráért és a keresési technológia továbbfejlesztéséért, míg Robert Maier feladatkörébe tartozik többek közt a vállalat pénzügyeinek menedzselésre, valamint a partnerüzletekkel való kapcsolattartás. A két alapítót egy fiatalos, programozókból, internet-szakemberekből és gyakornokokból álló csapat támogatja.
A Rocket Internet, berlini székhelyű startup inkubátor befektetésével az oldal elsőként Ladenzeile.de néven indult 2009 áprilisában, Németországban. A csapat még abban az évben 40 főre duzzadt. A nemzetközi stratégiát 2011-re, a vállalat megerősödésével tudták véghez vinni - ekkor terjeszkedtek a francia, az olasz és a spanyol piacra, Shopalike néven.
2011 decemberében az Axel Springer AG vásárolt többségi tulajdoni részesedést a Visual Meta GmbH vállalatban.
2012 végére a cég már több, mint 100 fősre duzzadt és a felvásárlás közvetlen következményeként a Shopalike márkával számos európai piacra be tudtak lépni. Ekkor indult Hollandia, Svédország, Dánia, Portugália, Finnország és Belgium, valamint a Shoppala.com néven működő török oldal.
2013-ra már 140 főre nőtt a csapat, ebben az évben indult a magyar, a cseh és a szlovák ShopAlike.
2014-ben pedig az osztrák és az indiai ShopAlike oldalt kelt életre.

## A ShopAlike országai
- Ladenzeile.de
- Ladenzeile.at
- Shopalike.fr
- ShopAlike.es
- ShopAlike.nl
- ShopAlike.pl
- ShopAlike.se
- ShopAlike.dk
- ShopAlike.pt Archiválva 2021. december 24-i dátummal a Wayback Machine-ben
- ShopAlike.fi
- ShopAlike.be
- Shoppala.com Archiválva 2020. augusztus 6-i dátummal a Wayback Machine-ben
- ShopAlike.cz
- ShopAlike.sk
- ShopAlike.in
- Umsolugar.com.br
- Shopalike.no Archiválva 2020. augusztus 6-i dátummal a Wayback Machine-ben
- ShopAlike.ru
- ShopAlike.com.my